# Anders Clausen
Anders Clausen (født d. 19. april 1978) er en dansk fodboldspiller, der spiller for Næstved Boldklub.

## Karriere
Anders Clausen indledte sin karriere i Næstved Boldklub og har siden spillet i fem danske klubber i  Viasat Divisionen og Superligaen.
Med 109 mål blev Anders Clausen i 2009 den mest scorende spiller i  Viasat Divisionen nogensinde. Anders Clausen har desuden spillet 38 kampe i Superligaen, hvor det er blevet til 7 mål .
Fra sommeren 2010 har Anders Clausen skrevet en to-årig kontrakt med Vejle Boldklub, men vendte i sommeren 2011 tilbage til Næstved .

## Eksterne Henvisninger
- Anders Clausens spillerprofil på Transfermarkt (engelsk)
- Anders Clausens trænerprofil på Transfermarkt (engelsk)
- Anders Clausens profil hos FootballDatabase.eu (engelsk)